# I Gmina Kościoła Jezusa Chrystusa Świętych w Dniach Ostatnich w Warszawie
I Gmina Kościoła Jezusa Chrystusa Świętych w Dniach Ostatnich w Warszawie – jedna z dwu gmin mormońskich działających w Warszawie (obok drugiej), należąca do polskiego warszawskiego dystryktu Kościoła Jezusa Chrystusa Świętych w Dniach Ostatnich.
Siedziba gminy mieści się w kaplicy mormońskiej na Woli, znajdującej się przy ul. Wolskiej 142. Raz w tygodniu, w niedzielę, odbywają się trzy nabożeństwa: spotkanie sakramentalne, szkoła niedzielna oraz spotkanie kapłaństwa lub stowarzyszenia pomocy.